# Ivanivka (oblast de Kherson)
Pour l’article homonyme, voir Ivanivka.
Ivanivka (ukrainien : Іванівка, russe : Ивановка, Ivanovka) est une commune urbaine de l'oblast de Kherson, en Ukraine. Elle compte 4 390 habitants en 2021.